# ジグムント・ヴルブレフスキ

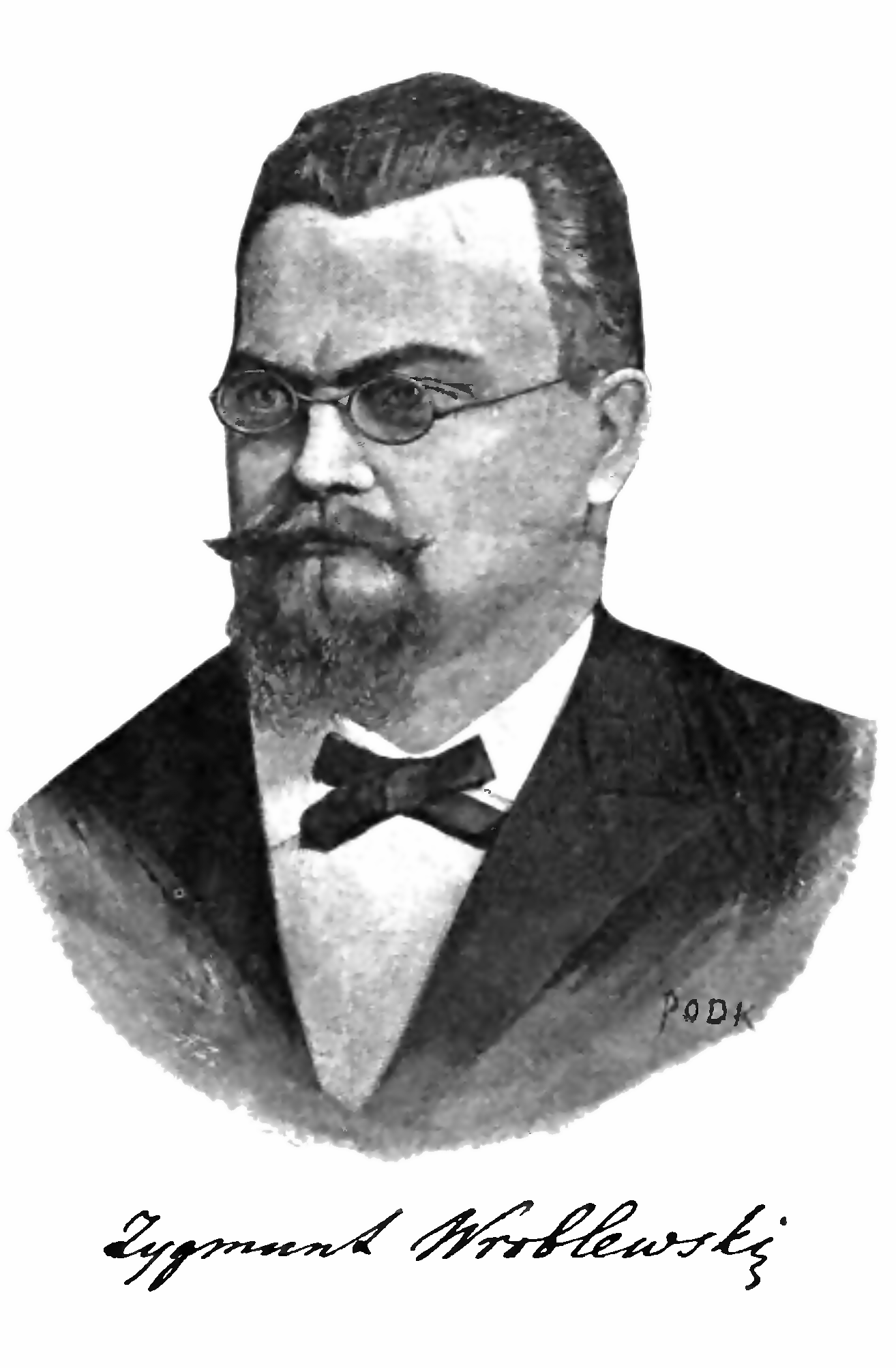
ジグムント・ヴルブレフスキ

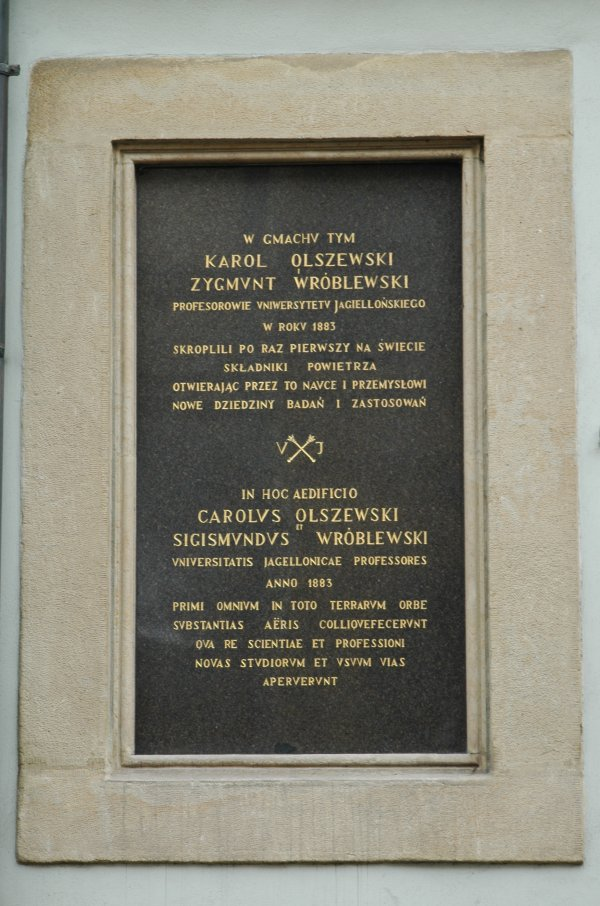
ヴルブレフスキとオルシェフスキを記念した刻板

ジグムント・フロレンティ・ヴルブレフスキ（Zygmunt Florenty Wróblewski、1845年10月28日 – 1888年4月16日）はポーランドの化学者、物理学者。低温物理学のパイオニアで、1883年にカロル・オルシェフスキと共に酸素、窒素の液化に成功した。

## 生涯
当時ロシア領のグロドノ（現在はベラルーシのフロドナ）に生まれた。キエフ大学で学んだが1863年の1月蜂起に参加して、6年間の亡命生活を送った後、ベルリン、ハイデルベルクで研究し、ミュンヘン大学で学位を得た。ストラスブール大学の助教授になり、1880年にPolish Academy of Skillsの会員になった。ヤギェウォ大学の物理学の教授となって、カロル・オルシェフスキと共に気体の液化の研究を行った。1882年に二酸化炭素のハイドレートを発見し、1883年3月29日酸素の液化に成功し、同年4月13日に窒素の液化に成功した。
1888年、水素の実験中に事故で火傷を負い、クラクフの病院で没した。